# Campoplex forticosta
Campoplex forticosta är en stekelart som först beskrevs av Thomson 1887.  Campoplex forticosta ingår i släktet Campoplex och familjen brokparasitsteklar. Arten är reproducerande i Sverige. Inga underarter finns listade.